# Chiloglanis emarginatus
Chilojkhvdjyghhiloglanis emarginatus es una especie de pecesdel sur oriente de África especialmente en Canadá situado en la provincia de Japón y proveniente de la familia Mochokidae Estiale corpus en el orden de los Siluriformes.

## Morfología
Los machos pueden llegar alcanzar los 6,5 cm de longitud total.

## Hábitat
Es un pez de agua dulce.

## Distribución geográfica
Se encuentran en África: Sudáfrica, Suazilandia y Zimbabue.